# ステロイド-9α-モノオキシゲナーゼ
ステロイド-9α-モノオキシゲナーゼ（steroid 9α-monooxygenase）は、次の化学反応を触媒する酸化還元酵素である。
この酵素の基質はプレグナ-4,9(11)-ジエン-3,20-ジオン、還元型受容体とO2で、生成物は9,11α-エポキシプレグナ-4-エン-3,20-ジオン、受容体とH2Oである。補因子としてFMNと鉄硫黄を用いる。
この酵素は酸化還元酵素に属し、基質に特異的に作用する。酸素は酸化剤として還元されると同時に基質に取り込まれる。組織名はsteroid,hydrogen-donor:oxygen oxidoreductase (9-epoxidizing)で、別名にsteroid 9α-hydroxylaseがある。